# Сен-Гобен (Эна)
Сен-Гобе́н (фр. Saint-Gobain) — коммуна во Франции, находится в регионе Пикардия. Своё имя берёт от ирландского святого (Gobain), погибшего в VII веке в этих местах от рук язычников. В 1692 году здесь был основан стекольный завод, давший название компании Saint-Gobain. Департамент коммуны — Эна. Входит в состав кантона Тернье. Округ коммуны — Лан.
Код INSEE коммуны — 02680.

## Население
Население коммуны на 2010 год составляло 2337 человек.
| 1962 | 1968 | 1975 | 1982 | 1990 | 1999 | 2010 |
| ---- | ---- | ---- | ---- | ---- | ---- | ---- |
| 2994 | 2893 | 2657 | 2278 | 2321 | 2340 | 2337 |

## Экономика
В 2010 году среди 1316 человек трудоспособного возраста (15—64 лет) 889 были экономически активными, 427 — неактивными (показатель активности — 67,6 %, в 1999 году было 67,0 %). Из 889 активных жителей работали 806 человек (428 мужчин и 378 женщин), безработных было 83 (42 мужчины и 41 женщина). Среди 427 неактивных 114 человек были учениками или студентами, 175 — пенсионерами, 138 были неактивными по другим причинам.